# La France libre
Pour les articles homonymes, voir France libre (homonymie).
La France libre est un pamphlet écrit par Camille Desmoulins en 1789.

## Contenu du pamphlet
(février 2021).
Dans cette brochure, Camille Desmoulins expliquait l'espoir que le peuple avait envers les députés du tiers état, l'injustice du vote par ordre et non par tête qui affaiblissait la représentation des neuf dixièmes des Français, il y attaquait la noblesse, se battait pour les droits du tiers état, il témoignait des quelques iniquités, il y traçait la galerie des rois tyrans que la France avait subis, égratignant au passage l'Église qui les avait soutenus, selon Camille Desmoulins, dans l'asservissement du peuple français.
Des milliers de pamphlets furent publiés pendant le printemps et l'été de 1789 de la même sorte que la France libre et certains, comme Qu'est-ce que le tiers état ? d'Emmanuel-Joseph Sieyès eurent un grand succès. Camille Desmoulins sut lui aussi se mettre à leur niveau.
Camille Desmoulins sut mêler sa verve, sa raillerie, sa culture dans sa France libre, en un flamboiement de l'esprit ce qui provoqua une comparaison avec les Provinciales de Blaise Pascal non sans quelque abus.

## Sources
- Camille Desmoulins de Jean-Paul Bertaut
- Lire en ligne sur Google Book